# چاک لوری
چاک لوری (به انگلیسی: Chuck Lorre)، زاده ۱۸ اکتبر ۱۹۵۲، نویسنده، کارگردان، تهیه‌کننده و آهنگساز آمریکایی که تاکنون برنامه‌های طنز تلویزیونی متعددی را ساخته است که از این میان می‌توان دارما و گرگ، دو مرد و نصفی، تئوری بیگ بنگ و مام را نام برد.

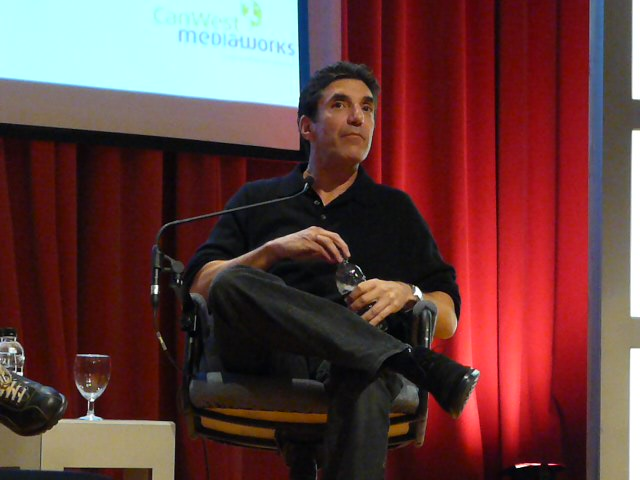